# Nicolas Bayod
Nicolas Gaël Bayod est un footballeur français né le 7 mars 1982 à Toulouse.

## Biographie
Formé au Toulouse FC, il passe plusieurs saisons à Rodez en CFA avant d'être engagé directement en Ligue 2 avec La Berrichonne de Châteauroux.
Ne s'imposant pas, il s'engage la saison suivante avec le Nîmes Olympique, club de national. Il participe à la remontée du club en Ligue 2.
Lors de la saison 2009-2010, il est repositionné comme arrière droit dans une défense à 5. Ne rentrant plus dans les plans de l'entraîneur, son contrat n'est pas renouvelé à l'issue de la saison.
En juin 2010, il signe pour deux saisons au Clermont Foot, toujours en Ligue 2.
Libre de tout contrat depuis le 30 juin 2013, Nicolas Bayod met fin à sa carrière, faute de proposition.